# Битка при Химитлийския проход
Битката при Химитлийския проход е част от действията на Дясната колона при преминаване на Южния руски отряд през Стара планина в Руско-турската война (1877 – 1878).

## Преминаване на дясната колона
На 24 декември 1878 г. започва преминаването на Южния отряд през Стара планина, съгласно плана за заключителните действия на руската армия в Руско-турската война (1877 – 1878).
Дясната колона с командир генерал-лейтенант Михаил Скобелев преминава през Химитлийския проход. В състава ѝ са седем дружини на Българското опълчение.
Авангардът на колоната с командир генерал-майор Николай Столетов започва движението от село Топлеш към Химитлийския проход на 24 декември в 18 часа. Трудният терен и снегът забавят движението. Главните сили достигат връх Караджа следобед на 25 декември. На следващия ден започват спускане към село Химитлии по две пътеки: източна и западна. Движението по достъпната източна пътека среща противодействие от османските сили, разположени на връх Акри Джебел. Частите са изведени в долината на река Голямо вървище.
Избрана е западната пътека, при която стръмнината достига на места до 45 градуса. Османските сили в Шейновския укрепен лагер разкриват движението на руските части. Срещу тях допълнително са изпратени 2 табора и няколкостотин черкези и башибозук. Следобед в ожесточен бой от двете страни на пътеката противникът достига на 100 – 150 крачки от руските части. Създаденото критично положение е преодоляно с контраатака на новопристигнали части с които се движи генерал-лейтенант Михаил Скобелев. Противникът е отхвърлен от пътеката и хълма южно от нея и около 16 ч. се оттегля в село Химитлии.
На 27 декември със силите на 63-ти углицки пехотен полк и 64-ти казански пехотен полк започва обхващането на селото. Изправен пред опасност от обкръжаване, около 13:30 ч. противникът изоставя село Химитли. Частите на колоната се съсредоточават на 28 декември за атака на Шейновския османски лагер.